# Даннелл (Міннесота)
Даннелл (англ. Dunnell) — місто (англ. city) в США, в окрузі Мартін штату Міннесота. Населення — 133 особи (2020).

## Географія
Даннелл розташований за координатами 43°33′39″ пн. ш. 94°46′29″ зх. д. / 43.56083° пн. ш. 94.77472° зх. д. (43.560875, -94.774634).  За даними Бюро перепису населення США в 2010 році місто мало площу 0,97 км², уся площа — суходіл. В 2017 році площа становила 0,40 км², уся площа — суходіл.

## Демографія
Згідно з переписом 2010 року, у місті мешкало 167 осіб у 80 домогосподарствах у складі 50 родин. Густота населення становила 172 особи/км².  Було 88 помешкань (91/км²).
Расовий склад населення:
| - 98,2 % — білих - 1,8 % — корінних американців |

До двох чи більше рас належало 0,0 %. Частка іспаномовних становила 1,8 % від усіх жителів.
За віковим діапазоном населення розподілялося таким чином: 14,4 % — особи молодші 18 років, 63,4 % — особи у віці 18—64 років, 22,2 % — особи у віці 65 років та старші. Медіана віку мешканця становила 51,8 року. На 100 осіб жіночої статі у місті припадало 119,7 чоловіків;  на 100 жінок у віці від 18 років та старших — 123,4 чоловіків також старших 18 років.
Середній дохід на одне домашнє господарство  становив 45 447 доларів США (медіана — 36 875), а середній дохід на одну сім'ю — 63 420 доларів (медіана — 58 438). За межею бідності перебувало 12,7 % осіб, у тому числі 16,7 % дітей у віці до 18 років та 22,4 % осіб у віці 65 років та старших.
Цивільне працевлаштоване населення становило 73 особи. Основні галузі зайнятості: виробництво — 37,0 %, будівництво — 13,7 %, освіта, охорона здоров'я та соціальна допомога — 12,3 %, транспорт — 11,0 %.